# 二叶肉茎吸虫
二叶肉茎吸虫（学名：Carneophallus pseudogonotyla）为微茎科肉茎属的动物。在中国大陆，分布于香港、广州等地，营寄生生活，宿主家鸭以及寄生在肠部。该物种的模式产地在香港。